# گرد هورنبرگر
گرد هورنبرگر (آلمانی: Gerd Hornberger; ۱۷ فوریهٔ ۱۹۱۰ – ۱۳ سپتامبر ۱۹۸۸) دونده سرعت اهل آلمان بود.